# Йохан фон Волфенщайн
Йохан фон Волфенщайн (на немски: Johann von Wolkenstein; † сл. 1462) е австрийски благородник от род Волфенщайн от Селва ди Вал Гардена, Южен Тирол.

## Произход
Роднина е на минезингер Освалд фон Волкенщайн († 1445). Родът фон Волкенщайн е странична линия на господарите Виландерс.
През 1564 г. родът Волкенщайн-Роденег е издигнат на фрайхер и 1628 г. на имперски граф.

## Фамилия
Йохан фон Волфенщайн се жени за Анна фон Зьотерн († сл. 1429), дъщеря на Йохан фон Зьотерн († 1422/ или 1469), бургман на Оденбах, и Анна/Агнес фон Хунолщайн († 1426), дъщеря на фогт Йохан I фон Хунолщайн († 1396) и Елизабет Кемерер фон Вормс († 1388), дъщеря на Йохан Кемерер фон Вормс († 1363) и Елизабет фон Роденщайн. Те имат един син:
- Йохан фон Волфенщайн-Илинген († пр. 30 ноември 1510), господар на Илинген в Саарланд, женен за Маргарета фон Бузек, дъщеря на Герхард фон Бузек († сл. 1476) и Ана фон Волкринген; имат дъщеря:
  - Елизабет фон Волфенщайн († 1547), омъжена през декември 1507 г. за Бернхард фон Керпен († сл. 1538)